# ラティスボナ (小惑星)
ラティスボナ (927 Ratisbona) は、小惑星帯に位置する小惑星である。ドイツ・ハイデルベルクのケーニッヒシュトゥール天文台でマックス・ヴォルフによって発見された。
ドイツのバイエルン州にある都市レーゲンスブルクのラテン語名にちなんで命名された。